# خدان (السعودية)
خَدان هي قرية ومركز إداري يتبع محافظة رنية بمنطقة مكة المكرمة بالمملكة العربية السعودية، وتقع في الجهة الشرقية من المحافظة.

## الموقع الجغرافي
تقع خدان في الجهة الشرقية من محافظة رنية، وتبعد عن مدينة رنية 70 كم، كما أنها تبعد عن محافظه بيشة 100 كيلو، وتتوسط الطريق بين بيشة ورنية وتقع شمالها الغافة وتبعد عنها الغافة 30 كم.

## الخدمات
يتوفر في خدان العديد من الخدمات الأساسية للسكان وهي:
- ثلاثة محطات وقود
- مدارس بنين وبنات (ابتدائية - متوسطة)
- مركز صحي

- جمعية خدمات اجتماعية
- مطعم
- مسجد
- مركز النطاق الأمني
- مركز المرور